# Kattby
Kattby är en tätort och centralort i Hammarlands kommun på Åland i Finland. Vid tätortsavgränsningen den 31 december 2021 hade Kattby 382 invånare och omfattade en landareal av 1,68 kvadratkilometer.